# August von Pelzeln
August von Pelzeln ( 1825 - 1891) fue un ornitólogo austríaco.
Pelzeln estuvo a cargo de la colección de mamíferos y de aves del Museo Imperial de Viena durante cuarenta años.
Realizó un notable trabajo sobre 343 especies de aves colectadas por Johann Natterer en Brasil en 1822.
Es autor de 'Ornithologie Brasileiras (1871) y Beitrage zur Ornithologie Sud Afrikas (1882).
Estudió las aves recolectadas por el Viaje de exploración científico realizado entre 1857-1860 por la Fragata Novara.
La expedición Novara es realizada por autorización del Emperador de Austria para mantener la pujanza de la corona; partiendo de Trieste en abril de 1857, pasando por el Cabo de Buena Esperanza, las Filipinas, Australia, Nueva Zelandia. Catorce de los cuarenta y cuatro integrantes bajan a Tierra, para realizar colecciones científicas.
- Capitán: Bernhard Freiherr von Wüllerstorf-Urbair (1816-1883).
- Naturalistas: Ferdinand von Hochstetter (1829-1884), Georg von Frauenfeld (1807-1873) y Johann Zelebor (1819-1869).
- Publicación: Reise der österreichischen Fregatte Novara um die Erde in den Jahren 1857, 1858, 1859 unter den Befehlen des Commodore B. von Wüllerstorf-Urbair (1864-1875).

## Obra

### 1868 — 1870
Pelzeln, A. von (1868(7) — 1870). Zur Ornithologie Brasiliens: Resultate von Johann Natterers Reisen in den Jahren 1817 bis 1835 (en alemán y latín) (Abth.I, II: 1868; Abth. III, IV: 1870). pp. i-iv, 1-462, I-LIX, 1-18, 2 mapas. Wien (Viena): A. Pichler's Witwe & Sohn, 1871. Disponible en Biodiversitas Heritage Library.

## Honores

### Eponimia
- Tachybaptus pelzelnii
- Gazella pelzelni
- Thamnophilus pelzelni
- Ploceus pelzelni
- Granatellus pelzelni
- Elaenia pelzelni
- Ammonastes pelzelni
- Pseudotriccus pelzelni

## Abreviatura (zoología)
La abreviatura Pelzeln  se emplea para indicar a August von Pelzeln como autoridad en la descripción y taxonomía en zoología.